# Tapentadol
Le tapentadol est un agoniste opioïde mu faible et monoaminergique (inhibiteur de la recapture de la noradrénaline et de la sérotonine) dont l'action thérapeutique principale est l’analgésie. Il s'agit d'un antalgique de palier 3. 

## Indication
Il s’utilise contre les douleurs de la polyneuropathie diabétique et les douleurs de l’arthrose (où il montre un effet puissant contre les douleurs mécaniques) et aussi pour les douleurs d’un cancer des os.
Sa principale indication en France et la seule pour laquelle il est remboursé par la sécurité sociale est le traitement des douleurs chroniques sévères de l'adulte d'origine cancéreuse.
Selon une analyse groupée de deux essais en double aveugle, randomisés, contre placebo et contre comparateur actif, le tapentadol à libération prolongée a été efficace dans le traitement des douleurs chroniques modérées à sévères de l'arthrose chez les patients âgés et jeunes, avec moins d'effets secondaires qu'avec l'oxycodone à libération contrôlée.

## Puissance
La conversion pour avoir un visuel de la puissance de tout opioïde se fait en rapport à l'opioïde de base qui n'est autre que la morphine. Le tapentadol est à dosage égal 2.5 à 3 fois moins puissant que la morphine.
50mg de tapentadol correspond à peu de chose près à 20 mg de morphine
Une première étude de ce type, au Japon, évaluant l'efficacité du tapentadol à celle d'autres opioïdes dans le traitement de la douleur cancéreuse, y compris la douleur neuropathique, confirme que le tapentadol est aussi efficace que la méthadone et supérieur à l'oxycodone, au fentanyl et à l'hydromorphone dans le traitement de la douleur cancéreuse, y compris la douleur neuropathique, dans les 14 jours suivant le début de chaque médicament opioïde. Le tapentadol se présente aussi comme l'option préférée dans ce groupe de patients ayant besoin d'une augmentation de dose sans risques d'effets secondaires .